# Остерија ди Колепони (Анкона)
Остерија ди Колепони је насеље у Италији у округу Анкона, региону Марке.
Према процени из 2011. у насељу је живело 249 становника. Насеље се налази на надморској висини од 264 м.